# Försvarets fabriksverk
Förenade fabriksverken (FFV), fram till 1970 benämnt Försvarets fabriksverk, var ett svenskt affärsverk med huvudkontor i Eskilstuna, med huvudsaklig inriktning av tillverkning och ledning av försvarets verkstäder och fabriker. FFV bildades 1943 och upplöstes 1991, då det gick upp i Celsius AB.

## Historik
FFV bildades 1943 under namnet Försvarets fabriksverk. Bakgrunden till bildandet var ett antal utredningar som kommit fram till att bilda två nya ämbetsverk: Kungliga krigsmaterielverket (KKV) och Försvarets fabriksstyrelse (FFS). Krigsmaterielverkets uppgift var att upphandla materiel samt ansvara för den krigsindustriella beredskapen. Försvarets fabriksstyrelse hade som uppgift att tillverka och leda försvarets verkstäder och fabriker, dessa tillsammans utgjorde FFV. FFV var en del av statsförvaltningen, medan FFS var ett ämbetsverk med främst ledningsansvar.
Chefen för Försvarets fabriksverk var 1960–1968 ledamot av Försvarets förvaltningsdirektion.
FFV bildades av Carl Gustafs stads gevärsfaktori i Eskilstuna, Åkers krutbruk, ammunitionsfabriken i Marieberg, Zakrisdalsverken, Vanäsverken vid Karlsborgs fästning och Centrala torpedverkstaden i Motala. Till en början hade FFV sitt huvudkontor i Ulvsunda i västra Stockholm. 1965 omlokaliserades huvudkontoret till Eskilstuna.
Från den 1 januari 1945 tillkom fångvårdsstyrelsen tvättanstalt i Karlskrona och Landskrona. Övertagandet av tvättanstalterna var bara början, då FFV kom att uppföra och bedriva tvätterier som mest på 17 orter, med syfte att tillgodose det statliga och kommunala behovet. 1978 avvecklades dock tvätteriverksamheten. Tretton enheter övertogs av landstingen, medan enheterna i Hagfors och Ödeshög såldes till privata företag. Marieberg lades ner 1950 och fabriken i Karlsborg bytte namn till Vanäsverken.
År 1950 avvecklades verksamheten vid ammunitionsfabriken i Marieberg i Stockholm och flyttades över Zakrisdalsverken i Karlstad. Samma år, 1950, togs Hugelsta skjutfält öster om Svista i Eskilstuna i bruk. År 1963 bildades Telub AB i Växjö, vilket 1970 blev ett helägt dotterbolag till FFV. 1964 övertogs driften av Gällöverken från Kungliga arméförvaltningen (KAF). 1967 tillkom de nybyggda enheterna Vingåkersverken i Vingåker och Arbogaverkstaden i Arboga. 1968 överfördes de centrala flygverkstäderna från flygförvaltningen. Från 1973 ingick flygverkstäderna i FFV Underhåll, och 1986 fördes de över till FFV Aerotech. FFV Aerotech kom från 1991 att ingå i Celsiuskoncernen, som köptes av Saab AB år 1999.
På grund av verkets industriella och affärsmässiga verksamhet, kom huvudmannaskapet för FFV att överföras 1970 från Försvarsdepartementet till Industridepartementet. I samband med denna organisationsförändring gjordes en namnändring av FFV till Förenade fabriksverken. År 1983 delades FFV upp i två delar, Affärsverket FFV och FFV Företagen AB. Affärsverket FFV var organiserat i tre huvuddelar: försvarsmateriel, underhåll och materialteknik. FFV Företagen AB stod som huvudägare till företag ingående i FFV.
Från 1986 hade en hel del namnändring gjort på de ingående verksamheterna i FFV. Dessutom rapporterade även FFV Företagen AB till Affärsverket FFV, istället för som tidigare till koncernchefen. Affärsverket FFV:s tre huvuddelar försvarsmateriel, underhåll och materialteknik, fick namnen FFV Ordnance, FFV Aerotech, FFV Development. Affärsverket FFV innehade även vid denna tidpunkt 20 procent av ägandet av Industrigruppen JAS.
En bolagisering av affärsverket FFV skedde den 1 januari 1991. Vid samma tidpunkt såldes Division Motor i FFV Aerotech och FFV Materialtekniks filial i Arboga till Volvo Aero Support AB. Kvarvarande delar av FFV Aerotech blev FFV Aerotech AB. FFV Ordnance slogs ihop med Bofors AB, och blev Swedish Ordnance-FFV/Bofors AB. I samband med denna sammanslagning avvecklades verksamheten vid Hugelsta skjutfält och Vingåkersverken. Division Ground Support i Östersund överfördes till Telub AB. Åkers krutbruk såldes till sin ledningsgrupp, som 1993-2021 verkade under namnet Åkers Krutbruk Protection AB innan man begärdes i likvidation. FFV Överskott såldes även den till dess ledningsgrupp, och bildade Överskottsbolaget. Den verksamhet som blev kvar i FFV-koncernen efter avyttringen förvärvades tillsammans med Telub AB av Celsius Industrier AB den 1 juni 1991.

## Verksamhet

### Tvätterier
| Ort                   | Län             | Verksam   | Verksamhet                                    | Kommentar                                                        |
| --------------------- | --------------- | --------- | --------------------------------------------- | ---------------------------------------------------------------- |
| Karlskrona/Stumholmen | Blekinge        | 1944–1957 | Kem- & vattentvätt                            |                                                                  |
| Karlskrona            | Blekinge        | 1957–1978 | Kem- & vattentvätt                            |                                                                  |
| Karlskrona            | Blekinge        | 1957–1977 | Beklädnads verkstad och skoreparationsanstalt |                                                                  |
| Visby                 | Gotland         | 1945–1978 | Kem- & vattentvätt                            |                                                                  |
| Ockelbo               | Gävleborg       | 1960–1978 | Kem- & vattentvätt                            |                                                                  |
| Östersund             | Jämtland        | 1967–1978 | Vattentvätt                                   |                                                                  |
| Boden                 | Norrbotten      | 1948–1978 | Kem- & vattentvätt                            |                                                                  |
| Landskrona            | Skåne           | 1944–1972 | Kem- & vattentvätt                            |                                                                  |
| Lund                  | Skåne           | 1963–1978 | Vattentvätt                                   |                                                                  |
| Malmö                 | Skåne           | 1968–1978 | Vattentvätt                                   |                                                                  |
| Stockholm/Hässelby    | Stockholm       | 1947–1972 | Kem- & vattentvätt                            |                                                                  |
| Stockholm             | Stockholm       | 19??–1970 | Tvätteriernas centrala maskinverkstad         |                                                                  |
| Eskilstuna            | Södermanland    | 1969–1978 | Kem- & vattentvätt                            |                                                                  |
| Karlstad              | Värmland        | 1958–1978 | Kem- & vattentvätt                            |                                                                  |
| Hagfors               | Värmland        | 1969–1978 | Kem- & vattentvätt                            |                                                                  |
| Umeå                  | Västerbotten    | 1954–1966 | Vattentvätt                                   | Byggnad överläts 1968 till fortifikationsförvaltningen           |
| Umeå                  | Västerbotten    | 1966–1978 | Vattentvätt                                   | Nybyggt tvätteri                                                 |
| Långsele              | Västernorrland  | 1967–1978 | Kem- & vattentvätt                            | Nybyggt tvätteri                                                 |
| Långsele              | Västernorrland  | 1949–1967 | Kem- & vattentvätt                            | Nedlagt 1967                                                     |
| Alingsås              | Västra Götaland | 1964–1978 | Kem- & vattentvätt                            | Nybyggt tvätteri                                                 |
| Ödeshög               | Östergötland    | 1959–1978 | Vattentvätt                                   | Arrenderas av landstinget fram till 1972, då FFV övertog ägandet |
| Norrköping            | Östergötland    | 1972–1978 | Vattentvätt                                   | Nybyggt tvätteri                                                 |

### Verkstäder
| Benämning | Enhet                                | Verksamhet        | Ort              |
| --------- | ------------------------------------ | ----------------- | ---------------- |
| HK        | Huvudkontor                          | Kontor            | Eskilstuna       |
| Z         | Zakrisdalsverken                     | Ammunition        | Karlstad         |
| V         | Vanäsverken                          | Ammunition        | Karlsborg        |
| ZV        | Vingåkersverken                      | Ammunition        | Vingåker         |
| ZG        | Gällöverken/verkstaden i Gällö       | Ammunition        | Gällö            |
| GF        | Carl Gustafs gevärsfaktori           | Vapentillverkning | Eskilstuna       |
| ÅKB       | Åkers krutbruk                       | Kruttillverkning  | Åkers styckebruk |
| CTV       | Centrala torpedverkstaden            | Tillverkning      | Motala           |
| CBV       | Centrala beklädnadsverkstaden        | Textilindustri    | Karlskrona       |
| CVA       | Centrala verkstaden Arboga           | Flygunderhåll     | Arboga           |
| CVÖ       | Centrala verkstaden Östersund        | Underhåll         | Östersund        |
| CVM       | Centrala verkstaden Malmslätt        | Flygunderhåll     | Malmslätt        |
| CVV       | Centrala verkstaden Västeråsfilialen | Flygunderhåll     | Västerås         |
| CVM       | Centrala verkstaden Visby            | Underhåll         | Visby            |
| FTG       | Teleunderhåll                        | Underhåll         | Göteborg         |

## Produkter för flygfordon

### FFV kapslar
- FFV 30 mm AKANKAPSEL: vapenkapsel med en 30 mm akan m/55 med 150 patroner.[4] I samarbete med S. A. Engins Matra.[5]
- FFV 135 mm ARAKKAPSEL 70:[6] raketkapsel med 6 stycken 135 mm raket m/70.[7] I samarbete med Bofors.[8]
- FFV RED BARON:[6] spaningskapsel med värmekamera IRLS (infrared line scanner).
- FFV GREEN BARON[6]: spaningskapsel med värmekamera IRLS och dagkamera.

### FFV UNI-POD kapslar
- FFV UNI-POD 0127:[6] kulsprutekapsel med en 12,7 mm M3M kulspruta[9] med 200 patroner.[10]
- FFV UNI-RECON POD:[6] spaningskapsel med dagkamera.
- FFV UNI-IR/UV POD:[6] spaningskapsel för havsövervakning med dag- och nattkamera.
- FFV UNI-SMOKE POD:[6] rökspridande kapsel.

### FFV anordningar
- FFV SMOKE SCREENING LAUNCHER:[6] självskyddskapsel för helikoptrar som skjuter ut ett rökmoln framför helikoptern.